# Antarctosaurus giganteus
Antarctosaurus giganteus  (gr. "reptil del sur gigante") es una especie del género fósil Antarctosaurus de dinosaurio saurópodo titanosauriano, que vivió a finales del período Cretácico, hace aproximadamente entre 88 y 78 millones de años, en el Campaniense, en lo que es hoy Sudamérica. Pudo haber sido uno de los más mayores dinosaurios descubiertos, llegando a medir entre 23 y 30 metros de largo y pesar 69 toneladas según los estimados, pero sus restos son escasos, y sería necesario un esqueleto mejor preservado para determinar con mayor exactitud y fiabilidad sus dimensiones y su clasificación taxonómica.
El espécimen tipo de A. giganteus, MLP 26-316, incluye un fémur izquierdo y derecho, un pubis izquierdo y derecho parcial, el extremo distal de una tibia dañada, numerosos fragmentos de costillas y vértebras caudales distales y seis huesos grandes no identificables. Los dos fémures gigantes miden 2,35 metros de largo, que se encuentran entre los más grandes de todos los saurópodos conocidos.  Aunque los fémures son grandes, también son algo gráciles en su construcción.

Comparación de tamaño deA. giganteus.

Una tabla de tallas hipotética de A. giganteus . Debido a los restos limitados, el tamaño exacto es incierto.
A una reconstrucción de A. giganteus, publicada en 1956 por Carlos Rusconi, se le dio una longitud de alrededor de 30 metros. En 1969, van Valen lo consideró de tamaño similar al Giraffatitan brancai, entonces llamado Brachiosaurus brancai. Basado en una estimación de masa anterior de G. brancai por Edwin Harris Colbert en 1962, van Valen le dio a A. giganteus una masa estimada de alrededor de 80 toneladas métricas. En 1994, Gregory S. Paul estimó el peso de A. giganteus y Argentinosaurus entre 80 y 100 toneladas y longitudes de 30 a 35 metros de largo. Extrapolando los parámetros del fémur, un estudio de 2004 de Gerardo Mazzetta y sus colegas estimó la masa de A. giganteus en aproximadamente 69 toneladas, ligeramente más pequeño que el Argentinosaurus, que en el mismo estudio se estimó en casi 73 toneladas métricas. Esto colocaría a A. giganteus entre los animales terrestres más pesados conocidos. En 2006, Kenneth Carpenter utilizó el Saltasaurus de cuello corto como guía y estimó una longitud más corta de 23 metros de largo.  En 2012, Thomas holtz dio una longitud de 33 metros y un peso estimado de 58 a 65 toneladas métricas.
En 2016, utilizando ecuaciones que estiman la masa corporal en función de la circunferencia del húmero y el fémur de animales cuadrúpedos, se estimó en 39,5 toneladas métricas de peso. En 2019, Gregory S. Paul estimó la masa de A. giganteus en el rango de 45 a 55 toneladas métricas, basándose en reconstrucciones de titanosáuridos más recientes.. En 2020, Molina-Pérez y Larramendi estimaron su longitud en 30,5 metros y su peso similar a la estimación de Paul en 45 toneladas métricas. Debido a que los restos están incompletos, cualquier estimación de tamaño está sujeta a una gran cantidad de errores.